# Centraal Dierenlaboratorium Groningen

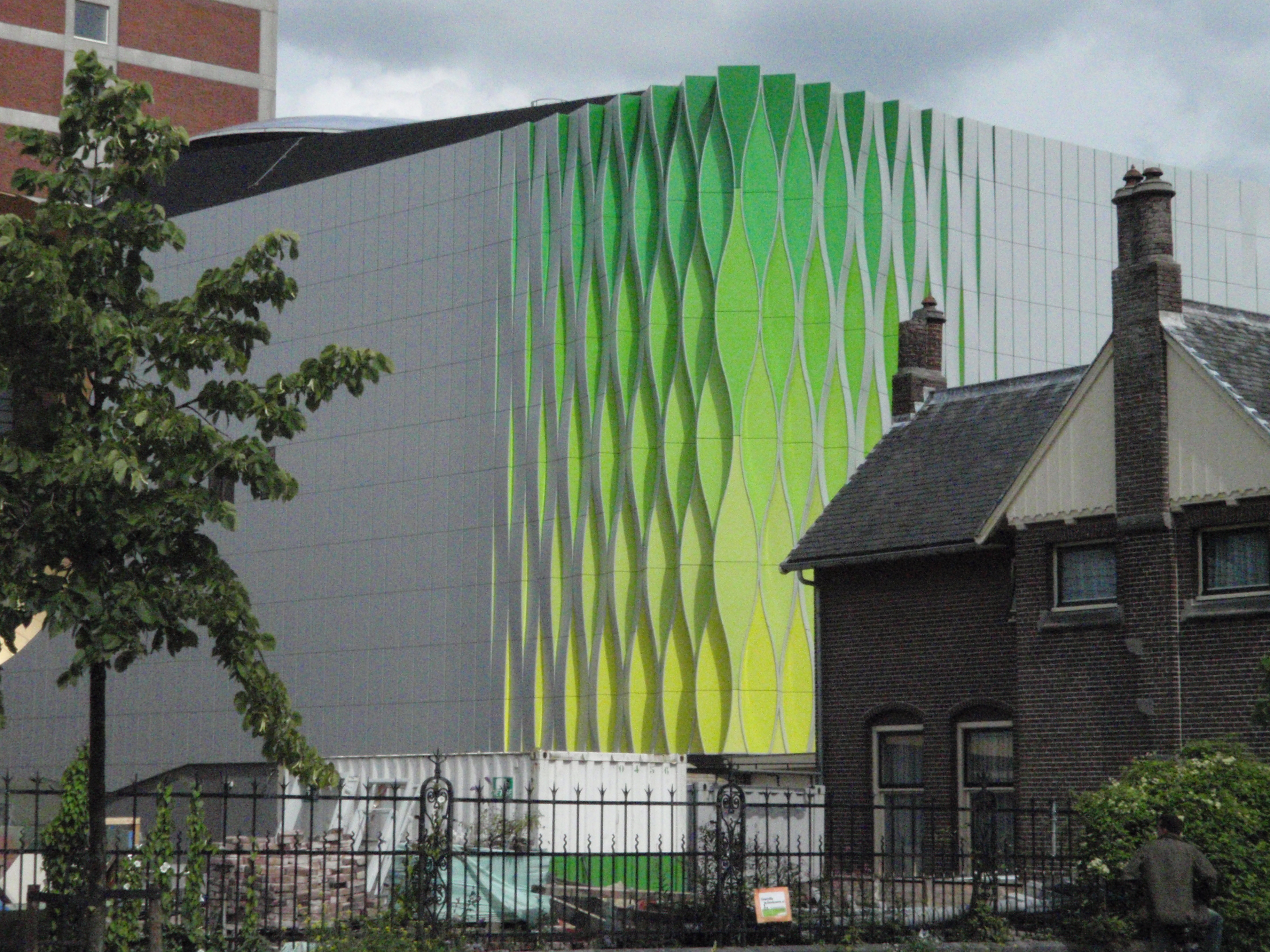
Gebouw waarin het Centraal Dierenlaboratorium Groningen is gevestigd

De Centrale Dienst Proefdieren (CDP), een facilitaire dienst van het Universitair Medisch Centrum Groningen (UMCG) waar dierexperimenteel onderzoek wordt uitgevoerd.
De CDP ondersteunt onderzoeks- en onderwijsprojecten waarbij het gebruik van proefdieren noodzakelijk wordt geacht en er geen geschikte alternatieven voor vervanging zijn. Projecten voor onderzoek of onderwijs met proefdieren mogen pas worden uitgevoerd als hiervoor een vergunning is afgegeven door de Centrale Commissie Dierproeven (CCD).